# Joža Horvat
Josip "Joža" Horvat (10 de marzo de 1915 - 26 de octubre de 2012) fue un escritor croata. Fue autor de numerosas novelas, cuentos, obras de teatro, guiones, ensayos y programas de radio, traducidos a al menos nueve idiomas, incluido el chino, ruso y esperanto.

## Vida y carrera
Horvat nació en Kotoriba, Condado de Međimurje, en el momento de Austria-Hungría. Durante la Segunda Guerra Mundial luchó en partisanos yugoslavos, que más tarde inspiró la novela antiguerra Mačak pod šljemom (Tomcat bajo un casco, 1962), adaptado tanto en un largometraje y una miniserie. El guion Ciguli Miguli (1952), crítico de la burocracia, brevemente lo llevó en desgracia con las autoridades del Partido Comunista, en cuya ocasión se volvió a vela.
A mediados de 1960 Horvat y su familia partieron el mundo en el velero Besa, y su diario de viaje Besa-Brodski dnevnik (1973) se convirtió en un best-seller. El segundo viaje alrededor del mundo estuvo marcado por la tragedia: el hijo mayor de Horvat, quien se quedó atrás, murió en un accidente de tráfico en 1973, y su hijo menor se ahogó en Venezuela en 1975.
Después de un período de profunda crisis Horvat publicado dos novelas aclamadas inspirados por estos eventos, Operacija "Stonoga" (Operación "Centipede", 1982), sobre la búsqueda de una isla perdida en el Atlántico, y Waitapu (1984), acerca de una isla del Pacífico chico que decide navegar a través de una línea de tabú. Su última obra es un libro de memorias titulado Svjedok prolaznosti (Un Testigo de impermanencia, 2005).
Horvat asistió a la Facultad de Filosofía de Zagreb y se desempeñó como secretario de Matica hrvatska.